# Яруга (пункт пропуску)
48°19′59″ пн. ш. 28°02′32″ сх. д. / 48.33306° пн. ш. 28.04222° сх. д.
Яру́га — пункт пропуску через Державний кордон України на кордоні з Молдовою.
Розташований у Вінницькій області, Могилів-Подільський район, поблизу однойменного села на автошляху Т 0202. Із молдавського боку через Дністер розташований пункт пропуску «Ярова», Сороцький район.
Вид пункту пропуску — річковий. Статус пункту пропуску — місцевий, діє у світлий час доби.
Характер перевезень — пасажирський.